# Sanssouci

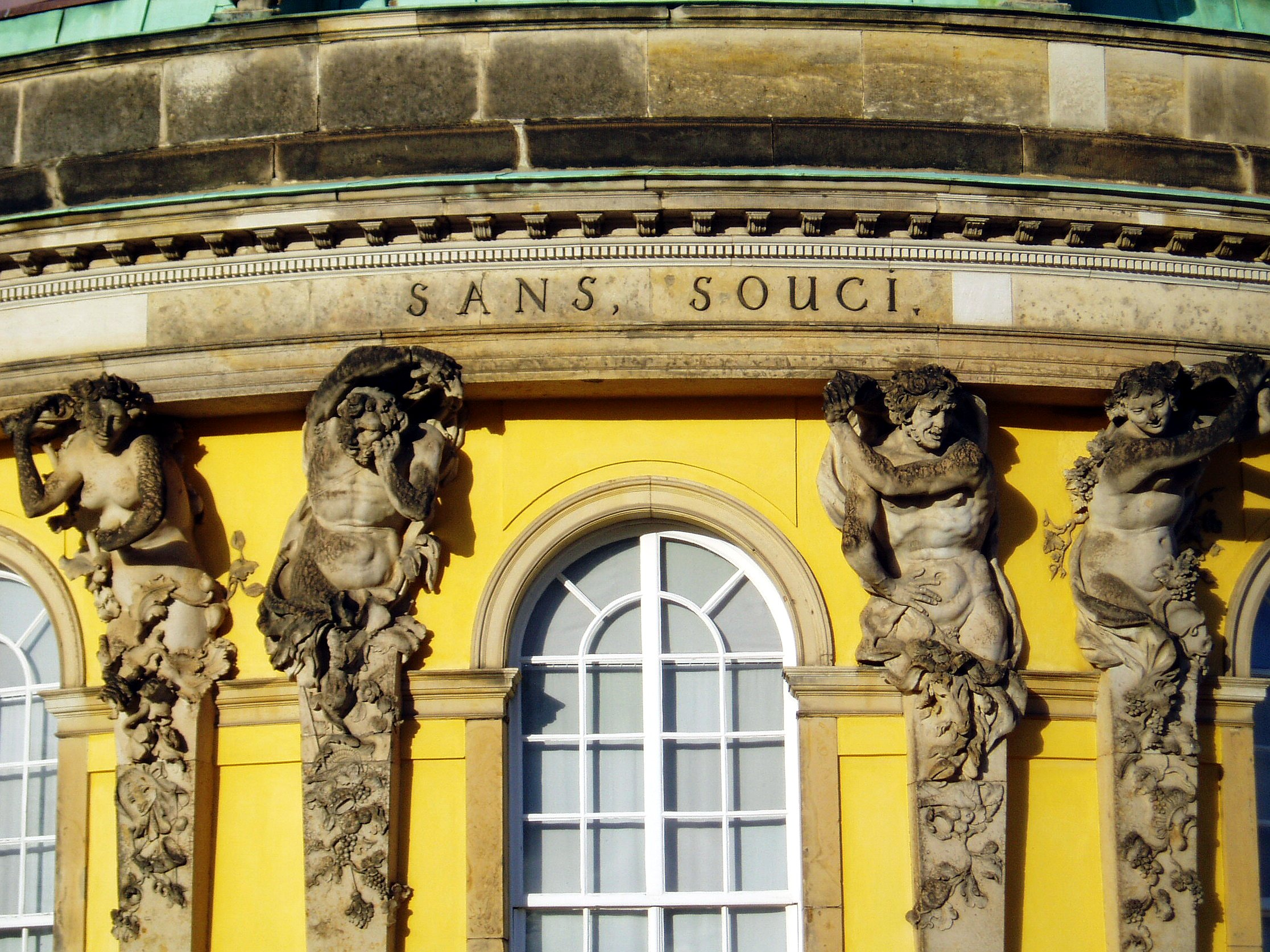
A nevezetes felirat

Sanssouci (ejtsd: szanszuszi) egy volt porosz királyi kastélyegyüttes Potsdamban, Berlintől mintegy 40 kilométerre nyugatra, Brandenburg szövetségi tartományban.
A kastélyt és az ahhoz tartozó park elméleti alapjait Nagy Frigyes tette le 1744-ben. Georg Wenzeslaus von Knobelsdorff 1745-ben a király vázlatai alapján látott neki a kastély megtervezésének. A korabeli európai udvarokkal összehasonlítva szerény későbarokk, ill. rokokó palotát Knobelsdorff fő műveként tartják számon. Két év alatt készült el. A „porosz Versailles”-ként emlegetett rezidenciát és az ahhoz tartozó kerteket az UNESCO 1990-ben a világ kulturális örökségének a részévé nyilvánította.
Az egyszintes palota 97 méter hosszú, és 15,4 méter széles. A homlokzaton híres felirat olvasható: Sans, souci – Gondtalanul. A művészeteket kedvelő király a nyilvánosságtól, államügyektől és ezekkel együtt a problémáktól ide kívánt visszavonulni, ezért kapta vidéki rezidenciája ezt a nevet. Békeidőben a nyári hónapokat szinte megszakítás nélkül itt töltötte. A kastély azonban akkor a mainál kisebb volt; az oldalszárnyakat csak IV. Frigyes építtette jó fél évszázaddal később. A kastély berendezése viszont Nagy Frigyes óta nem sokat változott.
A bejárati csarnokból a látogatók az ovális márványterembe jutnak. Innen balra volt a királyi lakosztály, ami csupán négy helyiségből állt. Az első fogadóterem, ezt követi a koncertterem, majd a dolgozó-, ill. hálószoba, és a könyvtár, ahová a filozófus hajlamú Nagy Frigyes órákra visszahúzódott. A dolgozó- és hálószoba klasszicista stílus, a koncertterem viszont rokokó. A márványteremtől jobbra öt vendégszobát alakítottak ki, az ezekből nyíló rejtett ajtók a szolgák szálláshelyéhez vezettek. Az utolsó vendégszobát Voltaire emlékének szentelték – a nagy francia filozófus a király meghívására érkezett.
A képtár előtti kertet márványbalusztrád választja el a parktól és a Neptungrottától. A fokozatosan bővülő kertben az idő során több építmény is helyett kapott még: a Béke-templom és a Marly-kert, a kínai teaház, a római fürdő, a barátság temploma és egy mauzóleum, a Charlottenhof, a római villa és a Stüler tervei alapján épített, 298 méter hosszú Orangerie. A park átellenes végében épült fel 1763–70 között a 213 méter hosszú, ún. Új Palota.

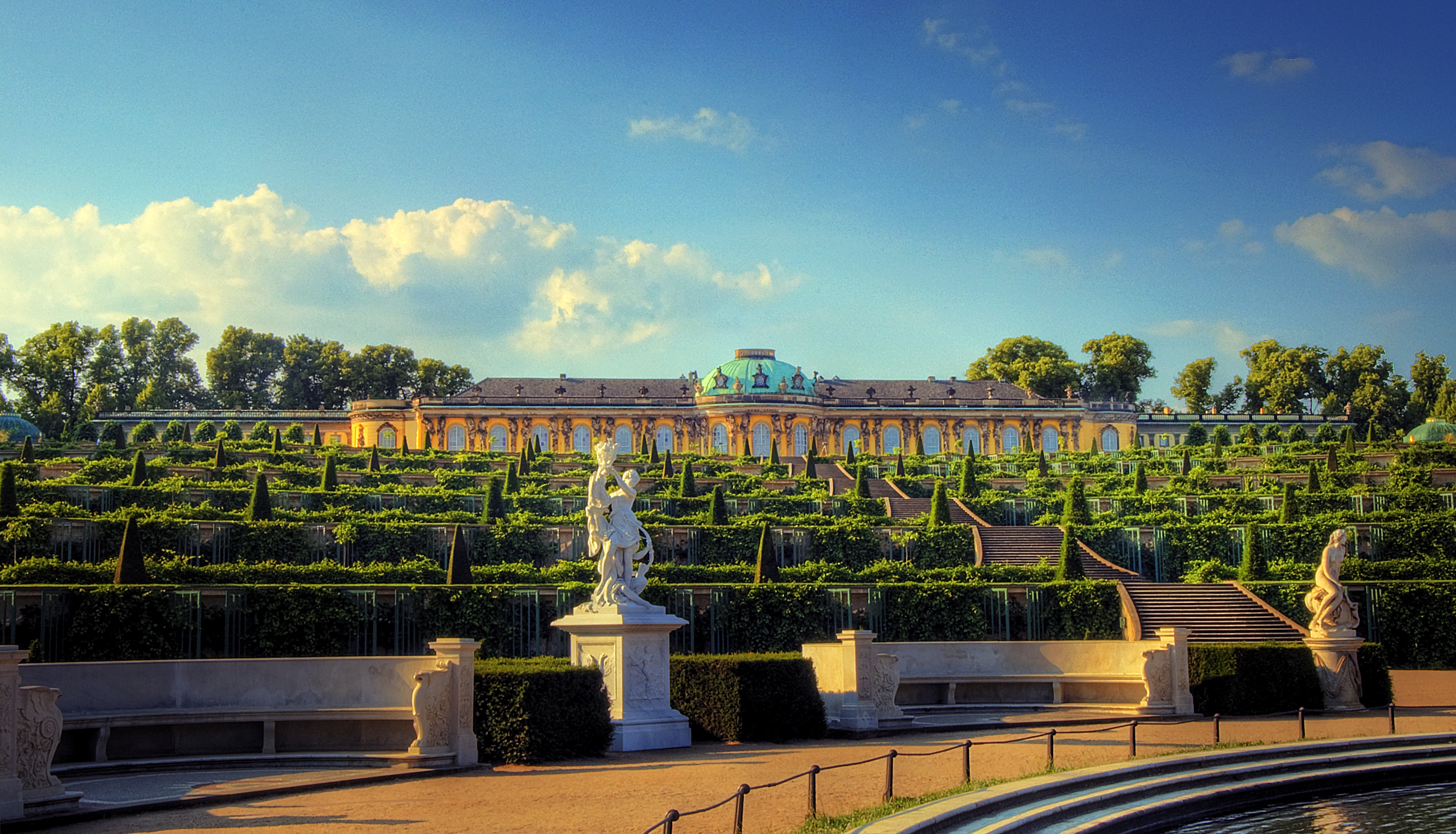
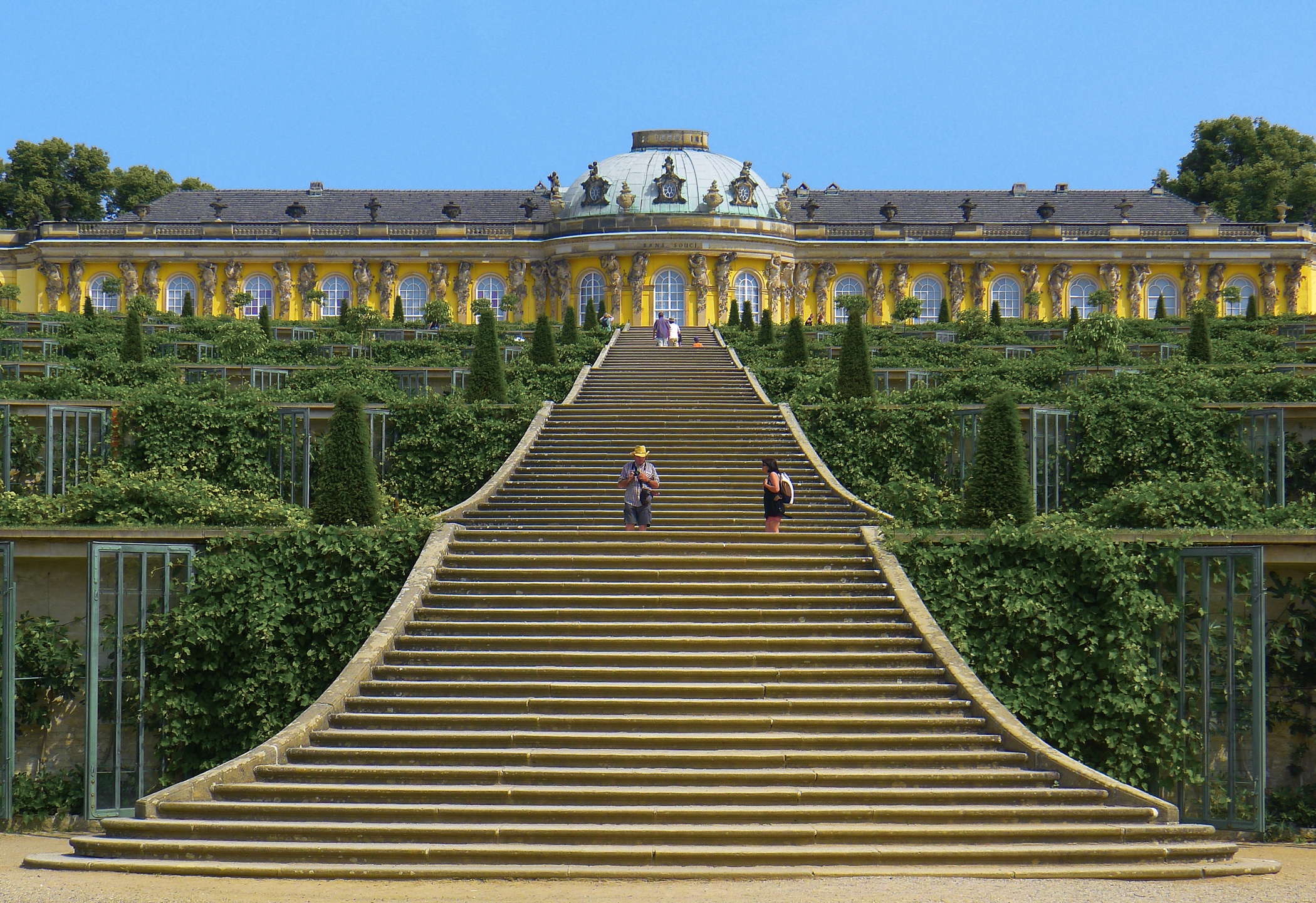
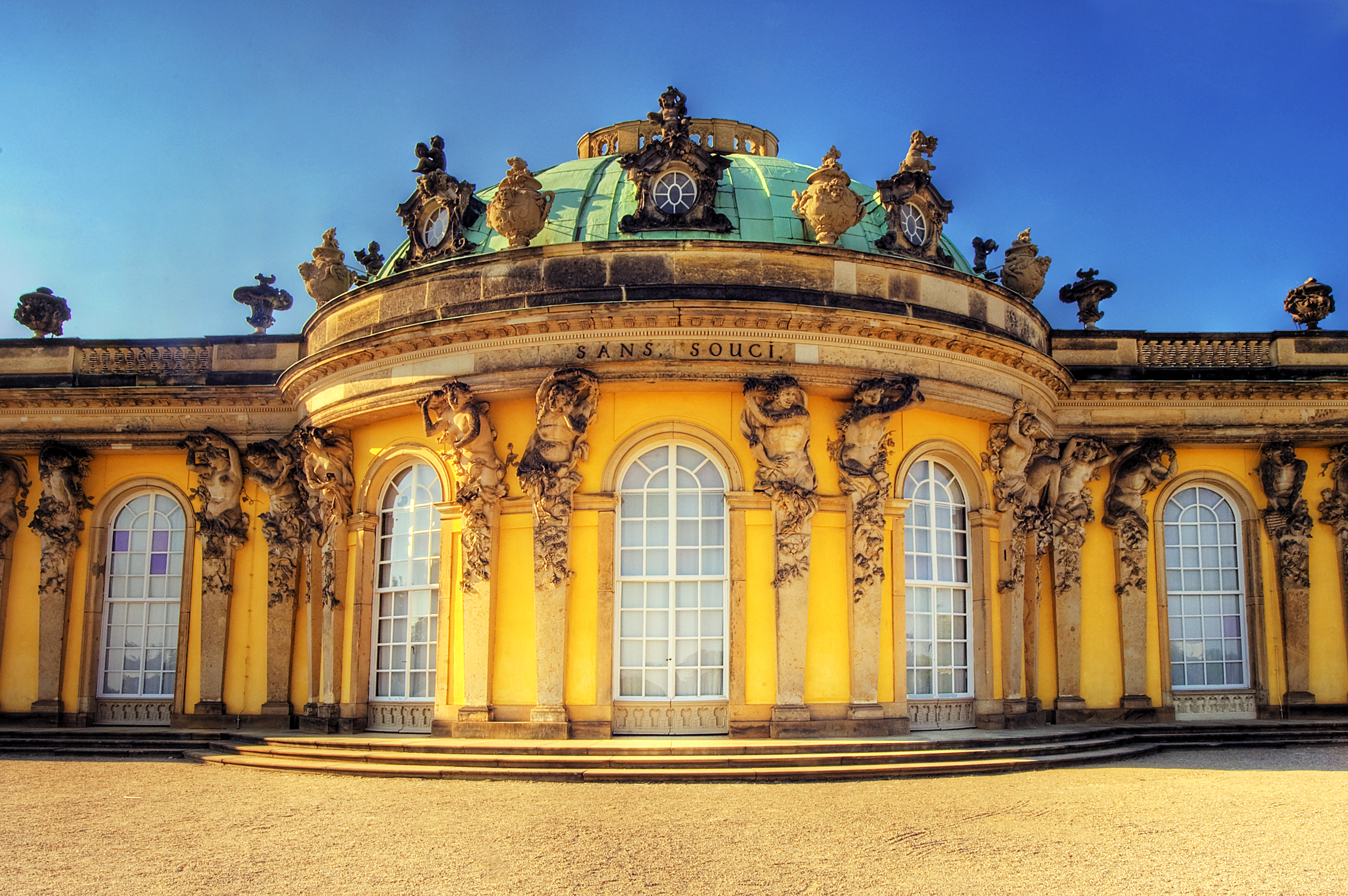
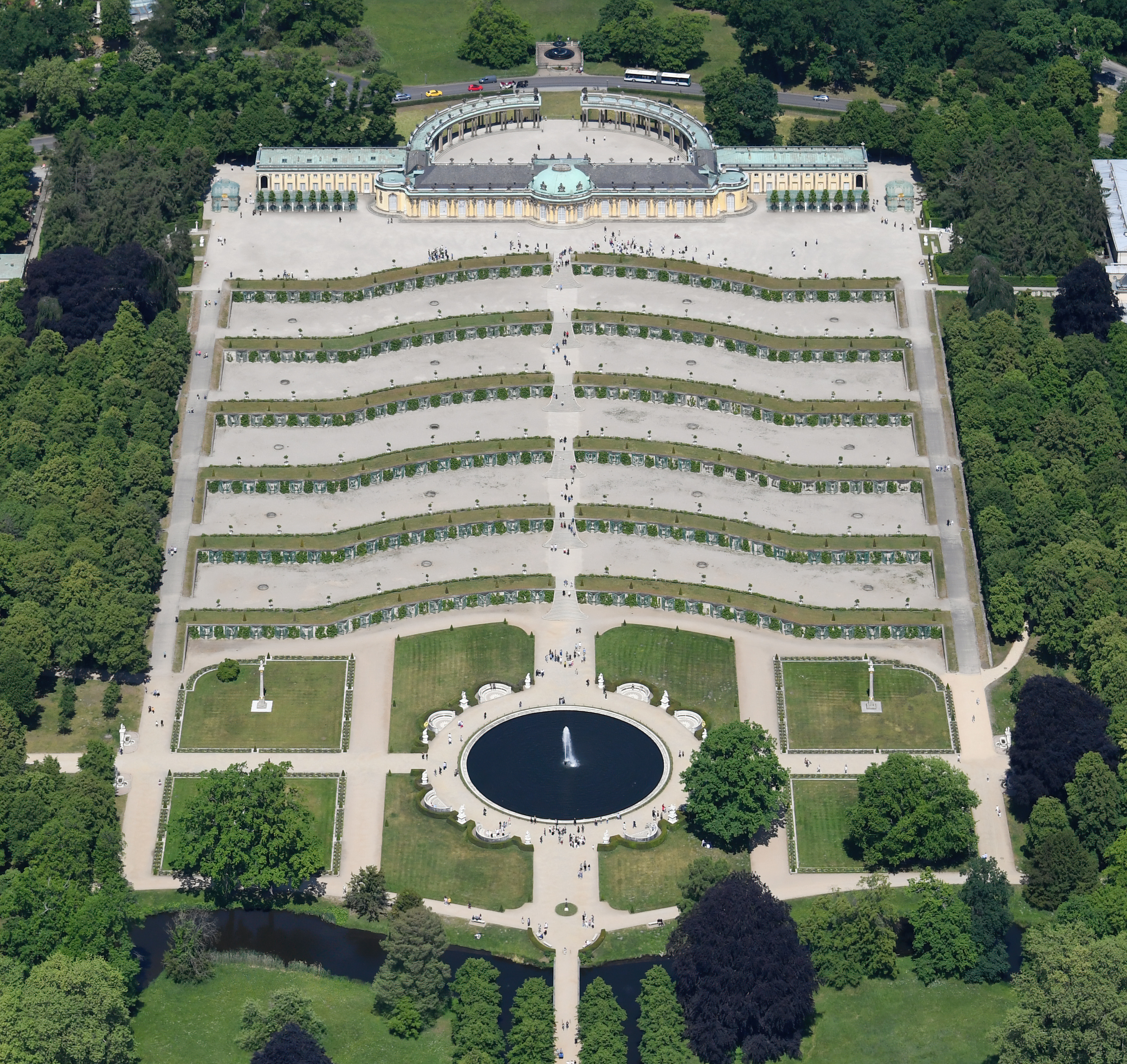